# Parasymphya dentata
Parasymphya dentata är en stekelart som beskrevs av Vladimir Ivanovich Tobias 1998. Parasymphya dentata ingår i släktet Parasymphya och familjen bracksteklar. Inga underarter finns listade i Catalogue of Life.